# Icehouse

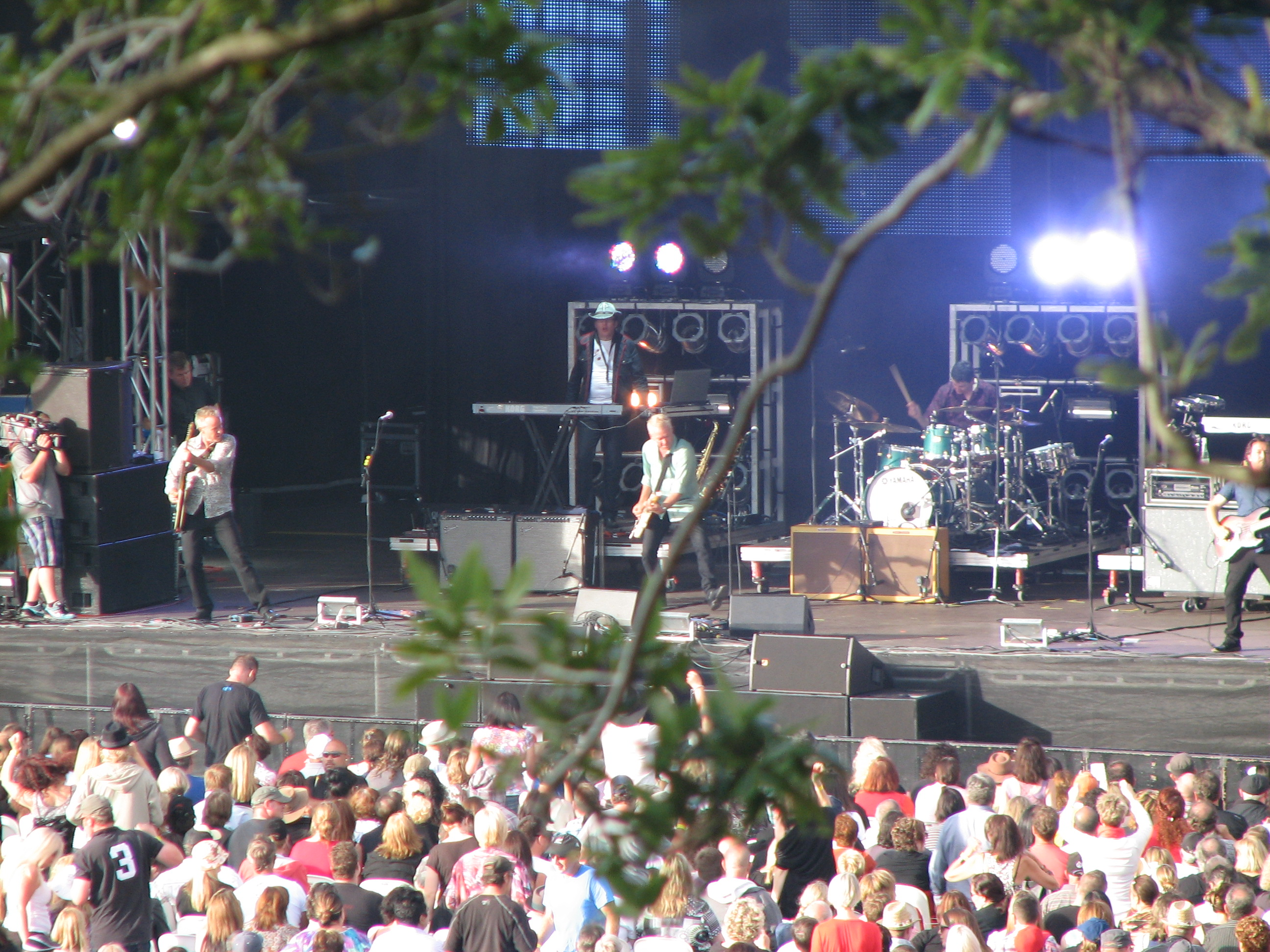
Icehouse bei einem Auftritt im neuseeländischen Auckland (2012)

Icehouse ist eine australische Rockband.

## Bandgeschichte
Gegründet wurde Icehouse 1980 von Iva Davies und Keith Welsh. Von 1977 bis 1980 tourte die Band unter dem Namen „Flowers“ durch australische Clubs. Als sie 1980 ihr erstes Album Icehouse veröffentlicht hatte und danach 1981 durch die USA tourte, änderte sie den Namen in „Icehouse“.
Iva Davies ist die treibende Kraft hinter Icehouse und das einzige Mitglied der Ursprungsbesetzung, das heute noch in der Band verblieben ist. Obwohl sich viele ihrer Alben gut verkauften, hat sich die Gruppe nie bemüht, einen kommerziellen Stil zu entwickeln. Oft wechselnde Bandbesetzung und die damit verbundenen Einflüsse halfen der Band, sich immer weiterzuentwickeln.
Anfang bis Mitte der 1980er Jahre trafen die sanfte und ruhige Stimme von Davies und der getragene Sound genau den Nerv der Zeit. Sowohl stimmlich als auch klangtechnisch konnte man sie leicht mit Roxy Music verwechseln. Mit Single-Auskopplungen wie Hey Little Girl und Street Café stürmten sie 1983 weltweit die Charts. Obwohl es danach nur noch selten solche Single-Erfolge gab, arbeitet Davies mit wechselnden Besetzungen bis heute und veröffentlicht Alben.
Zur Jahrtausendwende sahen knapp 2,5 Mrd. Menschen die Liveübertragung des Silvester-Feuerwerks in Sydney. Musikalisch untermalt wurde die Aufführung von einer ca. 25-minütigen Fassung von Great Southern Land, die Davies The Ghost of Time nannte. Eingespielt wurde die Aufnahme vom Sydney Symphonic Orchestra.
2006 wurde die Band mit der Aufnahme in die ARIA Hall of Fame geehrt.

## Diskografie

### Studioalben
| Jahr | Titel                          | Höchstplatzierung, Gesamtwochen, AuszeichnungChartplatzierungen (Jahr, Titel, Platzierungen, Wochen, Auszeichnungen, Anmerkungen) | Höchstplatzierung, Gesamtwochen, AuszeichnungChartplatzierungen (Jahr, Titel, Platzierungen, Wochen, Auszeichnungen, Anmerkungen) | Höchstplatzierung, Gesamtwochen, AuszeichnungChartplatzierungen (Jahr, Titel, Platzierungen, Wochen, Auszeichnungen, Anmerkungen) | Höchstplatzierung, Gesamtwochen, AuszeichnungChartplatzierungen (Jahr, Titel, Platzierungen, Wochen, Auszeichnungen, Anmerkungen) | Höchstplatzierung, Gesamtwochen, AuszeichnungChartplatzierungen (Jahr, Titel, Platzierungen, Wochen, Auszeichnungen, Anmerkungen) | Höchstplatzierung, Gesamtwochen, AuszeichnungChartplatzierungen (Jahr, Titel, Platzierungen, Wochen, Auszeichnungen, Anmerkungen) | Höchstplatzierung, Gesamtwochen, AuszeichnungChartplatzierungen (Jahr, Titel, Platzierungen, Wochen, Auszeichnungen, Anmerkungen) | Anmerkungen                                        |
| Jahr | Titel                          | DE | AT | CH | UK | US | AU | NZ | Anmerkungen                                        |
| ---- | ------------------------------ | --- | --- | --- | --- | --- | --- | --- | -------------------------------------------------- |
| 1980 | Icehouse                       | — | — | — | — | US82 (15 Wo.)US | AU14 (2 Wo.)AU | NZ2 Platin · (82 Wo.)NZ | Erstveröffentlichung: 10. Oktober 1980 als Flowers |
| 1982 | Primitive Man / Love in Motion | DE5 (28 Wo.)DE | — | — | UK64 (6 Wo.)UK | US129 (6 Wo.)US | AU— PlatinAU | NZ1 Platin · (44 Wo.)NZ | Erstveröffentlichung: 6. September 1982            |
| 1984 | Sidewalk                       | DE39 (8 Wo.)DE | — | — | — | — | — | NZ2 Gold · (20 Wo.)NZ | Erstveröffentlichung: 26. Mai 1984                 |
| 1986 | Measure for Measure            | DE37 (14 Wo.)DE | — | — | — | US55 (24 Wo.)US | — | NZ2 Platin · (24 Wo.)NZ | Erstveröffentlichung: 21. April 1986               |
| 1987 | Man of Colours                 | — | — | — | UK93 (1 Wo.)UK | US43 (44 Wo.)US | AU21 (10 Wo.)AU | NZ1 ×4Vierfachplatin · (30 Wo.)NZ                                                                                                 | Erstveröffentlichung: 21. September 1987           |
| 1990 | Code Blue                      | — | — | — | — | — | AU7 Platin · (12 Wo.)AU | NZ7 Gold · (13 Wo.)NZ | Erstveröffentlichung: 4. November 1990             |
| 1992 | Masterfile                     | — | — | — | — | — | AU23 Platin · (9 Wo.)AU | — | Erstveröffentlichung: 30. November 1992            |
| 1993 | Big Wheel                      | — | — | — | — | — | AU44 (2 Wo.)AU | — | Erstveröffentlichung: 31. Oktober 1993             |
| 1994 | Full Circle                    | — | — | — | — | — | — | — | Erstveröffentlichung: 01. Dezember 1994            |
| 1995 | The Berlin Tapes               | — | — | — | — | — | — | NZ47 (1 Wo.)NZ | Erstveröffentlichung: 1995                         |

grau schraffiert: keine Chartdaten aus diesem Jahr verfügbar

### Kompilationen
| Jahr | Titel               | Höchstplatzierung, Gesamtwochen, AuszeichnungChartplatzierungen (Jahr, Titel, Platzierungen, Wochen, Auszeichnungen, Anmerkungen) | Höchstplatzierung, Gesamtwochen, AuszeichnungChartplatzierungen (Jahr, Titel, Platzierungen, Wochen, Auszeichnungen, Anmerkungen) | Höchstplatzierung, Gesamtwochen, AuszeichnungChartplatzierungen (Jahr, Titel, Platzierungen, Wochen, Auszeichnungen, Anmerkungen) | Höchstplatzierung, Gesamtwochen, AuszeichnungChartplatzierungen (Jahr, Titel, Platzierungen, Wochen, Auszeichnungen, Anmerkungen) | Höchstplatzierung, Gesamtwochen, AuszeichnungChartplatzierungen (Jahr, Titel, Platzierungen, Wochen, Auszeichnungen, Anmerkungen) | Höchstplatzierung, Gesamtwochen, AuszeichnungChartplatzierungen (Jahr, Titel, Platzierungen, Wochen, Auszeichnungen, Anmerkungen) | Höchstplatzierung, Gesamtwochen, AuszeichnungChartplatzierungen (Jahr, Titel, Platzierungen, Wochen, Auszeichnungen, Anmerkungen) | Anmerkungen                             |
| Jahr | Titel               | DE | AT | CH | UK | US | AU | NZ | Anmerkungen                             |
| ---- | ------------------- | --- | --- | --- | --- | --- | --- | --- | --------------------------------------- |
| 1989 | Great Southern Land | DE53 (11 Wo.)DE | — | — | — | — | AU3 ×2Doppelplatin · (19 Wo.)AU                                                                                                   | NZ4 ×2Doppelplatin · (16 Wo.)NZ                                                                                                   | Erstveröffentlichung: 23. Oktober 1989  |
| 2011 | White Heat: 30 Hits | — | — | — | — | — | AU5 (13 Wo.)AU | NZ10 Gold · (5 Wo.)NZ | Erstveröffentlichung: 4. September 2011 |

### Livealben
| Jahr | Titel               | Höchstplatzierung, Gesamtwochen, AuszeichnungChartplatzierungen (Jahr, Titel, Platzierungen, Wochen, Auszeichnungen, Anmerkungen) | Höchstplatzierung, Gesamtwochen, AuszeichnungChartplatzierungen (Jahr, Titel, Platzierungen, Wochen, Auszeichnungen, Anmerkungen) | Höchstplatzierung, Gesamtwochen, AuszeichnungChartplatzierungen (Jahr, Titel, Platzierungen, Wochen, Auszeichnungen, Anmerkungen) | Höchstplatzierung, Gesamtwochen, AuszeichnungChartplatzierungen (Jahr, Titel, Platzierungen, Wochen, Auszeichnungen, Anmerkungen) | Höchstplatzierung, Gesamtwochen, AuszeichnungChartplatzierungen (Jahr, Titel, Platzierungen, Wochen, Auszeichnungen, Anmerkungen) | Höchstplatzierung, Gesamtwochen, AuszeichnungChartplatzierungen (Jahr, Titel, Platzierungen, Wochen, Auszeichnungen, Anmerkungen) | Höchstplatzierung, Gesamtwochen, AuszeichnungChartplatzierungen (Jahr, Titel, Platzierungen, Wochen, Auszeichnungen, Anmerkungen) | Anmerkungen                |
| Jahr | Titel               | DE | AT | CH | UK | US | AU | NZ | Anmerkungen                |
| ---- | ------------------- | --- | --- | --- | --- | --- | --- | --- | -------------------------- |
| 2015 | Icehouse In Concert | — | — | — | — | — | AU27 (1 Wo.)AU | — | Erstveröffentlichung: 2015 |

Weitere Alben
- 1981: In Concert
- 1983: Fresco
- 1985: Boxes
- 1993: Spin One
- 1995: The Singles
- 1996: Love in Motion
- 1997: No Promises
- 2002: Meltdown
- 2004: Heroes
- 2013: The Extended Mixes, Vol. 1
- 2013: The Extended Mixes, Vol. 2
- 2014: DubHOUSE
- 2015: Endless Ocean

### Singles
| Jahr | Titel Album                                 | Höchstplatzierung, Gesamtwochen, AuszeichnungChartplatzierungen (Jahr, Titel, Album, Platzierungen, Wochen, Auszeichnungen, Anmerkungen) | Höchstplatzierung, Gesamtwochen, AuszeichnungChartplatzierungen (Jahr, Titel, Album, Platzierungen, Wochen, Auszeichnungen, Anmerkungen) | Höchstplatzierung, Gesamtwochen, AuszeichnungChartplatzierungen (Jahr, Titel, Album, Platzierungen, Wochen, Auszeichnungen, Anmerkungen) | Höchstplatzierung, Gesamtwochen, AuszeichnungChartplatzierungen (Jahr, Titel, Album, Platzierungen, Wochen, Auszeichnungen, Anmerkungen) | Höchstplatzierung, Gesamtwochen, AuszeichnungChartplatzierungen (Jahr, Titel, Album, Platzierungen, Wochen, Auszeichnungen, Anmerkungen) | Höchstplatzierung, Gesamtwochen, AuszeichnungChartplatzierungen (Jahr, Titel, Album, Platzierungen, Wochen, Auszeichnungen, Anmerkungen) | Höchstplatzierung, Gesamtwochen, AuszeichnungChartplatzierungen (Jahr, Titel, Album, Platzierungen, Wochen, Auszeichnungen, Anmerkungen) | Anmerkungen                          |
| Jahr | Titel Album                                 | DE | AT | CH | UK | US | AU | NZ | Anmerkungen                          |
| ---- | ------------------------------------------- | --- | --- | --- | --- | --- | --- | --- | ------------------------------------ |
| 1980 | We Can Get Together Icehouse                | — | — | — | — | US62 (7 Wo.)US | — | — | Erstveröffentlichung: Oktober 1980   |
| 1981 | Love in Motion Icehouse                     | — | — | — | — | — | — | NZ35 (9 Wo.)NZ | Erstveröffentlichung: November 1981  |
| 1982 | Hey Little Girl Primitive Man               | DE5 (18 Wo.)DE | AT9 (10 Wo.)AT | CH2 (8 Wo.)CH | UK17 (11 Wo.)UK | — | — | NZ9 (17 Wo.)NZ | Erstveröffentlichung: Oktober 1982   |
| 1983 | Street Cafe Primitive Man                   | DE28 (12 Wo.)DE | — | — | UK62 (4 Wo.)UK | — | — | NZ40 (3 Wo.)NZ | Erstveröffentlichung: März 1983      |
| 1983 | Great Southern Land / Uniform Primitive Man | — | — | — | UK83 (2 Wo.)UK | — | — | NZ10 Platin · (17 Wo.)NZ | Erstveröffentlichung: Juni 1983      |
| 1984 | Taking the Town Sidewalk                    | — | — | — | — | — | — | NZ32 (8 Wo.)NZ | Erstveröffentlichung: Mai 1984       |
| 1984 | Don’t Believe Anymore Sidewalk              | — | — | — | — | — | — | NZ36 (4 Wo.)NZ | Erstveröffentlichung: August 1984    |
| 1985 | No Promises Measure for Measure             | — | — | — | UK72 (3 Wo.)UK | US79 (9 Wo.)US | — | NZ29 (9 Wo.)NZ | Erstveröffentlichung: November 1985  |
| 1986 | Baby, You’re So Strange Measure for Measure | — | — | — | — | — | — | NZ21 (10 Wo.)NZ | Erstveröffentlichung: April 1986     |
| 1986 | Mr. Big Measure for Measure                 | — | — | — | — | — | — | NZ15 (6 Wo.)NZ | Erstveröffentlichung: August 1986    |
| 1987 | Crazy Man of Colours                        | — | — | — | UK38 (14 Wo.)UK | US14 (21 Wo.)US | — | NZ10 (24 Wo.)NZ | Erstveröffentlichung: Juni 1987      |
| 1987 | Electric Blue Man of Colours                | — | — | — | UK53 (6 Wo.)UK | US7 (21 Wo.)US | AU— GoldAU | NZ4 (16 Wo.)NZ | Erstveröffentlichung: August 1987    |
| 1987 | My Obsession Man of Colours                 | — | — | — | — | US88 (4 Wo.)US | — | NZ14 (7 Wo.)NZ | Erstveröffentlichung: November 1987  |
| 1988 | Nothing Too Serious Man of Colours          | — | — | — | — | — | AU35 (3 Wo.)AU | NZ39 (2 Wo.)NZ | Erstveröffentlichung: Juni 1988      |
| 1989 | Touch the Fire Great Southern Land          | — | — | — | — | US84 (4 Wo.)US | AU13 (12 Wo.)AU | NZ39 (3 Wo.)NZ | Erstveröffentlichung: September 1989 |
| 1989 | Jimmy Dean Great Southern Land              | — | — | — | — | — | AU49 (3 Wo.)AU | — | Erstveröffentlichung: Dezember 1989  |
| 1990 | Big Fun Code Blue                           | — | — | — | — | — | AU47 (1 Wo.)AU | NZ30 (5 Wo.)NZ | Erstveröffentlichung: August 1990    |
| 1990 | Miss Divine Code Blue                       | — | — | — | — | — | AU16 (13 Wo.)AU | — | Erstveröffentlichung: September 1990 |
| 1990 | Anything is Possible Code Blue              | — | — | — | — | — | AU49 (1 Wo.)AU | — | Erstveröffentlichung: Dezember 1990  |

Weitere Singles
- 1980: Can’t Help Myself
- 1981: Walls
- 1981: Icehouse
- 1984: Dusty Pages
- 1986: Cross the Border
- 1986: Paradise
- 1988: Man of Colours
- 1991: Where the River Meets the Sea
- 1993: Shakin’ the Cage
- 1993: Satellite
- 1993: Big Wheel
- 1994: Invisible People
- 1995: Heaven
- 1996: Complicated Game
- 2002: Lay Your Hands on Me
- 2004: Heroes

## Auszeichnungen
- 1984: Ampex Gold Tape Award für Primitive Man
- 1987: ARIA (Australian Record Industry Award) für das meistverkaufte australische Album